# Mångsbo
Mångsbo är en by i Östervåla socken, Heby kommun.
Mångsbo omtalas i dokument första gången 1454 ("i Magnusssabodhom") då kyrkoherden Nils i Östervåla tvistade med en rad byar i Östervåla om rätten till en fätäkt. Under 1500-talet upptas Mångsbo i jordeboken som två hela mantal skatte, det ena om 5 öresland och 14 penningland, det andra om 4 öresland 1 penningland, båda med skatteutjordar i Åby. Förledet är mansnamnet Magnus.
Mångsbo hade sina fäbodar vid Storvallen strax öster om sjön Toften, tillsammans med Brunnsbo, Helganbo, Huggle och Smedsbo.
Bland bebyggelser på ägorna märks gården Anders-Ols och Ol-Lars, torpet Hallandsberg uppfört i slutet av 1800-talet av en torpare som flyttat in hit från Halland på 1870-talet samt Lönns som var soldattorp för roten 324 vid Västmanlands regemente för Mångsbo och Runnebo och där soldaten från 1818 hette Lönn.